# 宮嶋宏幸
宮嶋 宏幸（みやじま ひろゆき、1959年10月24日 - ）は、日本の実業家。ビックカメラ代表取締役社長・代表執行役員を経て、同社取締役副会長。

## 人物・来歴
1959年、長野県の菓子問屋を営む家庭に生まれる。
1978年、茨城県立竜ヶ崎第一高等学校を卒業。1984年、法政大学文学部英文学科を卒業後、大卒一期生でビックカメラに入社する。
入社後は、店舗開発や企画に深く携わり、渋谷東店店長、取締役兼池袋本店店長、取締役人事部長、取締役営業部長、取締役営業本部長、2004年に専務取締役兼商品本部長等を歴任。
2005年11月に、創業者の新井隆二の指名で社長に就任する。2020年9月、ビックカメラ取締役副会長。
2020年11月、ビックカメラ取締役を退任。